# ورم ليفي أرومي مينائي
الورم الليفي الأرومي المينائي أو ورم أرومات الميناء الليفي (بالإنجليزية: ameloblastic fibroma)‏ هو ورم ليفي في النسيج الأرومي لميناء الأسنان، أي أنه ورم سني المنشأ ينمو من عضو الميناء أو الصفيحة السنية. ويكون إما تنشؤًا حقيقيًا أو ورمًا عابيًا (ورم سني). في الحالات التنشؤية، يسمى ساركوما ليفية أرومية مينائية وذلك للتمييز عن مصطلح «ورم ليفي» والذي يشير إلى ورم حميد بينما تُخصص كلمة ساركوما ليفية للأورام الخبيثة. هذا الورم أكثر شيوعًا في العقدين الأول والثاني من الحياة، أي حين تكون الأسنان قيد النمو، وأقل شيوعًا في الأعمار اللاحقة. في 50% من الحالات، تُصاب الأسنان المنطمرة (المنحشرة).
لا يكفي عادة الفحص النسيجي وحده للتمييز بين الأورام التنشؤية والأورام العابية، لأن الأنسجة متشابهة جدًا. تستخدم الموجودات السريرية والشعاعية الأخرى لتضييق نطاق التشخيص.

## التصنيف
تصنف منظمة الصحة العالمية الورم الليفي الأرومي المينائي على أنه ورم سني حميد مختلط. يتطور من الأنسجة السنية التي تشكل الأسنان. خلال التطور البشري، تنتج الخلايا الجنينية للأديم الظاهر والأديم المتوسط الأنسجة الظهارية واللحمة الخارجية. تتكاثر هذه الأنسجة وتشكل أرومات الميناء والنسيج الضام الليفي، وتكوّن في النهاية الأسنان. يمكن أن تحتوي الأورام الليفية الأرومية المينائية على أي من هذه الأنسجة، واسمها مشتق منها. هذا الورم تنشؤي، ما يعني أنه كتلة من النمو غير الطبيعي للخلايا أو الأنسجة. إذا كانت الكتلة تحتوي على أنسجة سنية صلبة، تُسمى ورمًا سنيًا، وهو ليس تنشؤًا حقيقيًا، بل يصنف على أنه آفة عابية.

## الوبائيات والانتشار
الأورام سنية المنشأ غير شائعة، يبلغ انتشارها نحو 2% ونسبة الأورام الليفية الأرومية المينائية منها 1-2% فقط. نظرًا لندرتها، فإن الأدلة المتاحة محدودة، ومعظمها من نوع دراسات الحالة. هناك ميل طفيف للظهور عند الذكور، وغالبًا ما تحدث خلال العقدين الأولين من الحياة. غالبًا ما تُكتشف عند اكتمال نمو الأسنان ويكون الجزء الخلفي من الفك السفلي موقع الإصابة الأكثر شيوعًا. على الرغم من أن الأورام الليفية حميدة، فإن الأورام الليفية التنشؤية التي تحدث في العقود اللاحقة بالإضافة إلى ثلث الأورام الليفية التنشؤية المعالجة يمكن أن تنكس ويظهر التحول الخبيث في نحو 11% منها. رغم بعض الشكوك في هذا الرقم، فإن الورم السني هو الأكثر انتشارًا بين الأورام سنية المنشأ في العقود الأولى ويجب استبعاد تشخيص الأورام الليفية الأرومية المينائية في مثل هذه الحالات.

## التشريح المرضي
يشبه التشريح المرضي للأورام الليفية الأرومية المينائية المراحل الطبيعية لنمو الأسنان. تتكون هذه الآفات المختلطة من أنسجة ظهارية ولُحمة متوسطية مختلفان نسيجيًا. يشبه النسيج الظهاري الصفيحة السنية وعضو الميناء، بينما تشبه اللحمة المتوسطية الحليمة السنية.
يتميز المكون الظهاري بخيوط تتفرع وتنضم معًا، أو تتفاغر. ينتج عن ذلك تشكل عقد مختلفة في الكتلة، تشبه الجُزر في سدى فضفاض. الخلايا الموجودة في الخيوط تأخذ شكلًا قريبًا من شكل المكعب، وفي مناطق حدوث التبرعم من الخيوط، تشبه العقد تيجان الأسنان. خلال مرحلة ظهور «البراعم التيجان» الطبيعية، تظهر الأرومات المينائية وتشكل حواجز من الخلايا العمودية المجاورة لطبقة نجمية الشكل وفضفاضة تعرف باسم الشبكة النجمية. لكن نمط الخيوط الناشئة يختلف عن التطور الطبيعي. يمكن الخلط بين النسيج الظهاري للورم الليفي الأرومي المينائي والورم الأرومي المينائي وهو الورم السني الأكثر شيوعًا. لذلك فإن المكون الناشئ عن اللحمة المتوسطية مهم من الناحية النسيجية في التشخيص التفريقي.